# Данилин, Александр Михайлович
Александр Михайлович Данилин (25 августа 1910 — 13 октября 1970) — участник Великой Отечественной войны, командир пулемётного расчёта 868-го стрелкового полка 287-й стрелковой дивизии 3-й гвардейской армии 1-го Украинского фронта, старший сержант. Герой Советского Союза (1945).

## Биография

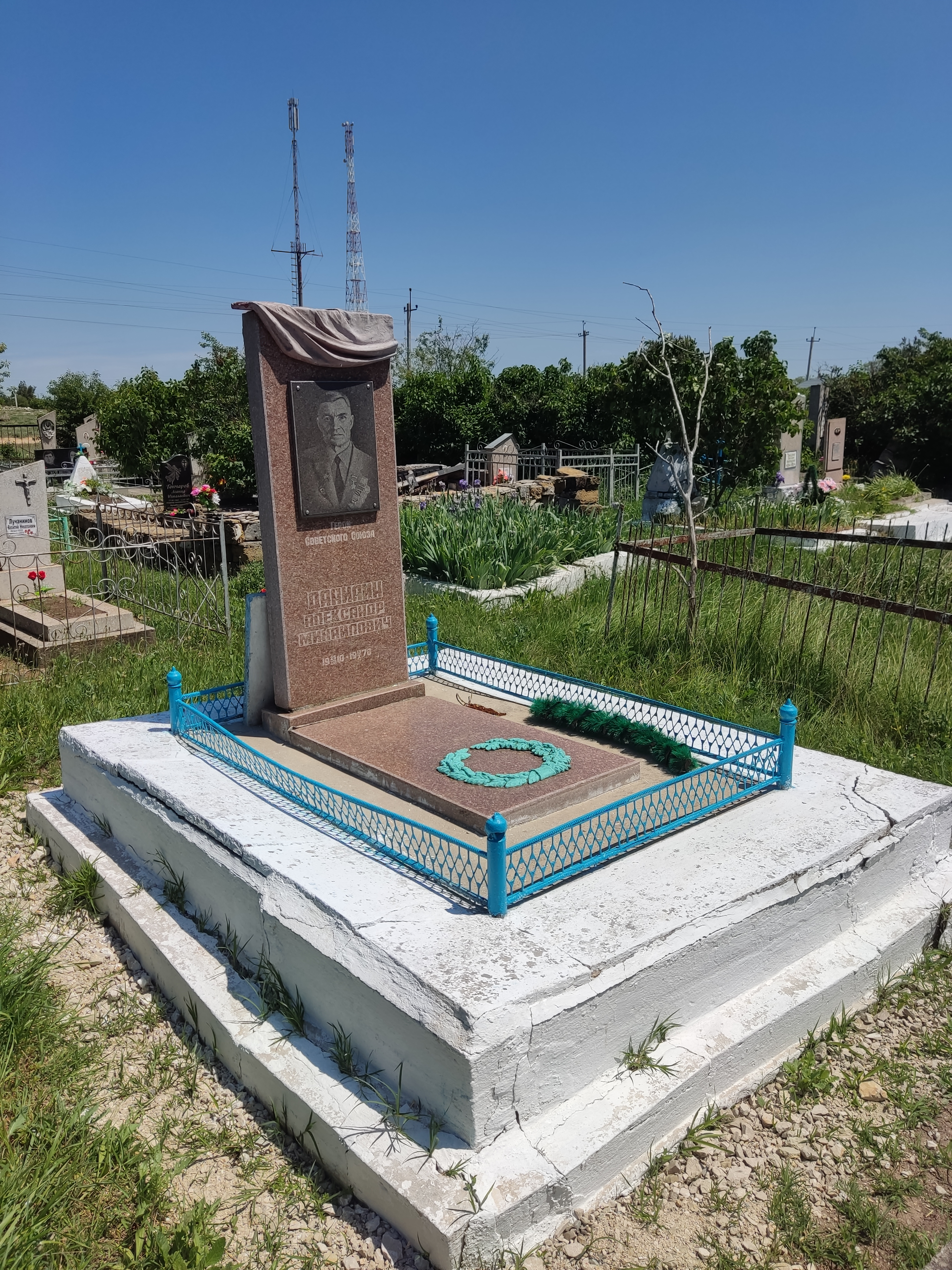
Могила в Новосёловском

Родился 25 августа 1910 года в с. Почепное (ныне Дмитриевского района Курской области) в семье крестьянина. Русский.
Образование неполное среднее. Работал в совхозе. С мая 1941 года — в Красной Армии. В действующей армии — с августа 1941. Член ВКП(б)/КПСС с 1944 года.
Командир пулемётного расчёта 868-го стрелкового полка старший сержант Александр Данилин переправился 28 января 1945 года через реку Одер севернее г. Хобеня (Польша). 2 февраля со своим расчётом вступил в бой с противником, перешедшим в контратаку. Под прикрытием пулемётного огня пехота обошла врага с фланга. В рукопашном бою лично уничтожил четырёх фашистов, а контратака была отражена.
После войны младший лейтенант А. М. Данилин в запасе. Работал в пгт Раздольное Раздольненского района Крымской области.
Умер 13 октября 1970 года. Похоронен в п. Новоселовское Раздольненского района Крымской области.

## Награды
- Звание Героя Советского Союза присвоено 10 апреля 1945 года.
- Награждён орденами Ленина и Красной Звезды, а также медалями.

## Память
- Решением Крымского облисполкома от 20.02.1990 № 48 могила Героя Советского Союза А. М. Данилина является памятником местного и национального значения[2].